# ふりいくっ!
ふりいくっ!は、吉本興業東京本社に所属する日本の男女お笑いコンビ、声優コンビ。

## メンバー
富田 純基（とみた じゅんき、1987年7月16日 - ）（38歳）
ツッコミ・ネタ作り担当、立ち位置は向かって左。
- 身長177cm。
- 兵庫県三田市出身。
- 関西学院大学卒業。在学中は落語研究会に所属しており、その時の高座名は「四笑亭弾丸」。落研の同期に落語家の桂華紋がいる。卒業後の就職先として吉本興業の入社試験を受けるものの最終面接で大﨑洋会長に落とされている。その後就職浪人を経て東京NSCに入所した。
- 『グラップラー刃牙』シリーズ「花山薫」の「輪ゴムモノマネ」で知名度を上げた。作者である板垣恵介のサイン会に花山のコスプレで一般参加して直談判し、公認をもらっている。その時にかけてもらった言葉は「すごい傷だね」であった。現在は花山薫グッズのモデルとしても活動している。
- 同期や先輩芸人からは「ツッコミが上手い」「ワードセンスがある」と言われており、1期上の先輩であるダンビラムーチョ大原も「17期で一番ツッコミが上手いのはコットン西村ではなくふりいくっ!の富田」と評している。
- 持ちギャグに「ナンデー!」「ざんぬん」「(格好良いですねと言われて)いやブスなんじゃ」「(気持ち悪いと言われて)気持ちええわ!」「誰が○○やねん俺が✕✕してるの見たことあるんか、富田や！」などがある。
- 兵庫県生まれで出身大学も関西だが、芸人を志望した当時はヨシモト∞ホール開催のお笑いライブがテレビで全国放送されており、「ここに入った方が全国デビューが近い」という考えでNSC東京校に入学した。
- コンビ結成前は「ダークサイド」「らせん」というコンビで活動していた。らせん時代の元相方は芸人を引退し、駒込のもつ焼き屋で料理長をしている。
- NSC同期のガーリィレコード高井と仲が良く、「とみたかい」というゆいかおりを模したカラオケユニットを組んでいたことがある。なおカラオケで富田がよく歌う曲は鈴木このみの「DAYS of DASH」である。
- いとこに、漫画家の慎結がいる。
- 好きな食べ物はとり肉。重度のエビアレルギーである。
- 趣味はアニメや猫動画の鑑賞、ゲーム(Dead by Daylight、ドラゴンクエストシリーズ)、野球観戦。広島カープファン。好きな歌手はLiSAと鈴木このみ。
- パチンコ(主に遊技していたのはスロット)にはまっていた時期があり、ソフト・オン・デマンドと豊丸産業がコラボした所謂「エロいパチンコ機」を打っている富田を見かけたダンビラムーチョ大原が後ろから声をかけたところ、何も言っていないのに振り向きざまに「たまたま空いてたんです」と弁明したことがある。
- 舞台でもプライベートでも眼鏡をかけているが、レンズの入っていない伊達眼鏡を使用している。
- 2021年より、一般女性と交際している。なお初めて彼女が出来たのは大学時代で、相手は落研の後輩である。

うぶの ハツナ（1992年3月31日 - ）（33歳）
ボケ担当、立ち位置は向かって右。
- 身長160cm。
- 静岡県出身。
- 「夢女子」である。2次元しか愛せないと公言しており、お慕いしている人はHUNTER × HUNTERのイルミ=ゾルディック。他にもうたの☆プリンスさまっ♪の聖川真斗や超人的シェアハウスストーリー『カリスマ』の草薙理解などの"推し"が複数おり、それぞれの誕生日ごとにイラストケーキを購入してグッズで祭壇を作りお祝いしている。
- 大学在学中に「まだ働きたくない」という理由で学費が安かったNSC東京校に入学し、そのまま芸人となった。
- コンビ結成前は荒井かな、おだいらつかさ（現・えりんぎ）と「ヴァージン」というトリオで活動していた。
- 趣味はアニメ鑑賞、乙女ゲームのプレイ、痛バ作り。ピアノやトランペット、オタマトーンの演奏を特技としており、相対音感の持ち主である。
- R-1ぐらんぷり2014、同2017にはピン芸人として参加し、それぞれ1回戦で敗退した。
- 『まえせつ!』で共演した声優の五十嵐裕美とプライベートでも仲が良く、五十嵐の動画配信にもたびたび出演している。

## 来歴
2人ともNSC東京校17期出身。2012年4月の芸人デビュー後は、それぞれ別の相方と組んで活動していたが解散。先にピン芸人となっていたハツナを富田が誘い、2017年6月26日にコンビ結成。富田がハツナを誘った理由は「アニメ関連の仕事がしたかったから」である。
2019年7月10日、テレビアニメ『まえせつ!』のメインキャストへの抜擢が発表される。2020年10月からテレビアニメ『まえせつ!』に本人役の声優として出演。第5話エンディングテーマおよび第10話挿入歌では、富田の歌唱による「静かな戦士」のカバーが使用された。アニメ本編で使われた出囃子はまえせつ!の音楽を担当した神前暁が作曲したオリジナル音源で、実際にふりいくっ!の出囃子として使用されることがある。
2020年11月19日、テレビ東京系列で放送されていた『田村淳が豊島区池袋』（現「田村淳のＴａＭａＲｉＢａ」）の番組企画から誕生した池袋kawaiiプロジェクトにハツナが「池袋ガールズ」として参加。バーチャル豊島区長に就任した田村淳MCのライブ配信イベントにて、池袋の女オタクについてトークしたり、推しカラーをメイクに取り入れるコツを学ぶ企画に出演した。
2022年4月27日にハツナが「DJうぶのハツナ」として、2022年7月27日に富田が「DJ KAORU」として、先輩芸人であるBAN BAN BANの主催するDJイベント「アニソンディスコ」にてそれぞれDJデビューを果たす。
2022年5月1日、コンビでTikTokのアカウントを開設。
2022年12月9日、札幌市で開催された「連載30周年記念 地上最強刃牙展ッ！inサッポロファクトリー｣にて、有限会社スパイダーウェブより発売される花山薫グッズのモデルを富田が務めることが発表された。
2023年4月1日、富田個人のYouTubeチャンネル「花山輪ゴムチャンネル」を開設。
2023年9月28日、富田個人のTikTokアカウントを花山輪ゴム名義で開設。登録者数は一万人を突破しており、20万いいねを獲得している。
2024年1月18日、 新宿ロフトにて行われたアイドルグループSUMMER ROCKETのイベント「SUMMER ROCKET劇場映画プロジェクト発表！」にてトークコーナーのMCをふりいくっ！が担当。富田へのドッキリ企画でハツナがSUMMER ROCKETの新メンバーとなり、アイドル衣装で楽曲とダンスを披露した。

## 芸名
「ふりいく」・「ふりいく!」・「ふりいくっ」は誤記。公式表記は「ふりいくっ!」。芸名の由来となったフリークはアニメフリークやマンガフリークなど「一つのことに熱中しているマニア」という意味で、欧米圏ではスラングとして良くない使われ方をしているのを後に知って少し後悔していたが、アニメ「まえせつ!」に同名のコンビ名で出演したため今後も変えることは無いとしている。

## 芸風
主に漫才だが、単独ライブではコントをすることもある。「女ヲタ漫才」を標榜しており、富田が出した話題をハツナが女オタク独自の解釈で語り(ボケ)始め、それに富田が突っ込むという、ハツナのオタクキャラを押し出したしゃべくり漫才を行う。富田はツッコミ役として「女ヲタ」に対して無知な役を演じることが多いが、実際は富田の方もオタク知識は豊富。
ハツナは分かりやすい「女ヲタ」のアイコンとして、痛バッグを持って漫才をすることが多い。劇場では本物の"推し"の缶バッジを付けているが、配信等では著作権への配慮により後輩の漫画家芸人である高橋えのぐが描いたオリジナルデザインの缶バッジをつけている。富田もオタクならではの分かりやすい衣装をすべきと劇場作家から意見されたこともあるが、「今どきのオタクが着ないようなリアリティの無い衣装はしない」という考えで、あえて普通の衣装で漫才をしている。

## エピソード
「らせん」を解散した後、ハツナとコンビを組みたいと思った富田がまずハツナ宛にLINEを送信したが、文面が「今度一緒にご飯行かない？」だったため、ハツナから「なんで？？」という警戒心丸出しのLINEが返ってきている。
アニメ「まえせつ!」の出演をきっかけに声優の五十嵐裕美、古木のぞみ、アニメーション監督の信田ユウらと親交を深めているが、特にハツナと五十嵐は一時期は週5で会うまでの仲になり、五十嵐が東京ドームで開催されたアイドルマスター合同ライブに双葉杏役として出演した際には、ハツナが五十嵐の自宅で留守番をしながら生配信でライブを見守っていたほどである。
先輩芸人である天津飯大郎に二人とも可愛がられており、向の主催イベントにふりいくっ!として数多く出演しているが、中でも富田は故郷の三田市の近くにある神戸フルーツ・フラワーパークで行われたイベントに出ていた天津の漫才を14歳の頃に客として見に行っており、トイレに行った2人を出待ちしてサインをもらったという縁がある。

## 受賞歴
- 2020年 ロードトゥアニメキャラスターオンライン 優勝
- 2020年 ロードトゥアニメキャラスターオンライン2 優勝
- 2021年 ロードトゥアニメキャラスターオンライン5 優勝
- 2021年 ロードトゥアニメキャラスター10〜最終決戦〜 総合優勝
- 2022年 雑ハロウィンコンテスト　優勝(ハツナ)

## 出演

### テレビ
- 前略、西東さん（中京テレビ放送、2019年10月26日）
- まえせつ! [46]（TOKYO MX ほか、2020年10月4日） - 実写特番【第0幕 とくばん!】に出演
- ニノさん（日本テレビ ほか、2021年10月31日） - ハツナのみ、おかずクラブ オカリナのコーナー企画にVTR出演
- 形から入ってみた（TBSテレビ ほか、2023年5月9日） - ハツナのみ、『二次元しか愛せない女性が「イケメンに毎日ハグをされる」形から入ってみた』という企画に出演
- Y-Tube大賞（BSよしもと 、2023年12月28日） - 富田のみ、ダンビラムーチョ担当回のコーナー企画に出演

### ラジオ
- はみだし しゃべくりラジオ キックス[47]（YBSラジオ、2020年9月2日、コーナー出演)
- まえせつ!ラジオ つかみは上々[48][49]（超!A&G+、2020年10月2日）
- サマロケラジオ[50][51]（ポッドキャスト、2024年05月04日 第0回 - 以降不定期放送）- アイドルグループSUMMER ROCKETのポッドキャストラジオのMCを担当

### 声優

#### テレビアニメ
- まえせつ!（TOKYO MXほか、2020年10月 - 12月、コンビで本人役）

### インターネット番組
- 伊福部・向のラジオ☆スターダストボーイズ（ニコニコ生放送、2018年12月31日初出演 - 複数回出演）

- 今日は「つせえま!」Vol.2[52]（YouTube、2020年3月30日）
- 池袋KAWAIIプロジェクト始動！バーチャル豊島区長・田村淳と池袋KAWAIIつくる大会議！（YouTube、LINE LIVE、2020年11月19日[26]、12月2日[27]) - ハツナのみ

## 舞台

### 大会
- M-1グランプリ
  - M-1グランプリ2017 2回戦進出[1]
  - M-1グランプリ2018 2回戦進出[1]
  - M-1グランプリ2019 1回戦敗退[1]
  - M-1グランプリ2020 1回戦敗退[1]
  - M-1グランプリ2021 1回戦敗退[1]
  - M-1グランプリ2022 1回戦敗退[1]
  - M-1グランプリ2023 2回戦敗退[1]

### イベント
- 今日は「つせえま!」Vol.1[53]（阿佐ヶ谷ロフトA、2020年1月17日）
- まえせつ!イ・ベ・ン・ト・ですっ![54]（よしもと有楽町シアター、2020年9月20日）
- 幕張に俳協声優がやってきた～和氣あず未・鈴木絵理編～[55]（よしもと幕張イオンモール劇場、2019年6月16日) - 昼公演はハツナのみ、夜公演は富田のみ
- 幕張にマウス声優がやってきた～桑原由気・秦佐和子編～[56]（よしもと幕張イオンモール劇場、2020年2月8日）
- 「らき☆すた」ゆく年くる年 年越しトークライブ[57]（久喜市商工会 鷲宮支所、2022年12月31日)
- 成長していく展示会 らき☆すた さいたま展「らき☆たま」ゆっくりしていってね！ ふりいくっ！のさいたまのヲはなしっ！[58]（ところざわサクラタウン 角川武蔵野ミュージアム、2023年1月21日初出演 - 複数回出演）
- アイドルふりいくっ！夏の陣1～3部[59]（科学技術館サイエンスホール、2023年7月30日) - アイドルフェスのトークコーナーのMCを担当
- SUMMER ROCKET劇場映画プロジェクト発表！[60]（新宿ロフト、2024年1月18日) - アイドル主催イベントのトークコーナーのMCを担当

### 単独ライブ
- ふりいくっ!単独ライブ「たんどくっ!」[61]（ヨシモト∞ドーム ステージⅡ、2019年8月3日）